# وشته (قزوین)
روستای وشته (قزوین)، روستایی از توابع بخش الموت غربی  شهرستان قزوین در استان قزوین ایران است.

## جمعیت
این روستا در الموت غربی  قرار دارد و براساس سرشماری مرکز آمار ایران در سال ۱۳90، جمعیت آن 425 نفر (۱54خانوار) بوده‌است.  نیمی از مردم روستا به مراغی که از گویش‌های زبان تاتی است، صحبت می‌کنند و از عمده درآمد روستا کشاورزی، باغداری و دامداری است.
بیشتر اهالی این روستا در بازار چوب تهران و صنایع چوب مشغول به کار هستند 
حدود نیمی از جمعیت روستا تبعیدی ها و مهاجران هستند و اصیل های منطقه الموت تات زبان هستند.
نام خانوادگی قالب مردم الموت پرهیزکاری میباشد
امامزاده ای مقدس در این روستا وجود دارد در مکانی به نام پاتخانی؛ اصطلاحاً احالی روستا به ان پاتخانی لو هم میگویند. قدمت بنا ی این امامزاده به سال ۱۸۹۶ برمیگردد که توسط معماران المانی بنا شد.این روستا سه شهید نیز دارد

از طبیعت بکرو زیبای ان به کوه آسمان کلو، دره دربند و صخره ماهی تَله اشاره کرد
```
[
۸
]
```